# Oedebasis ovipennis
Oedebasis ovipennis là một loài bướm đêm trong họ Noctuidae.